# 蟲紋麗脂鯉
蟲紋麗脂鯉，為輻鰭魚綱脂鯉目脂鯉亞目脂鯉科的其中一個種，為熱帶淡水魚，分布於南美洲巴西Salgado及Almada河流域，體長可達4.3公分，棲息在沙石底質及水流湍急的溪流，屬雜食性，以昆蟲及植物碎屑為食，生活習性不明。

## 扩展阅读
- 維基物種上的相關：蟲紋麗脂鯉